# Sport i Schweiz

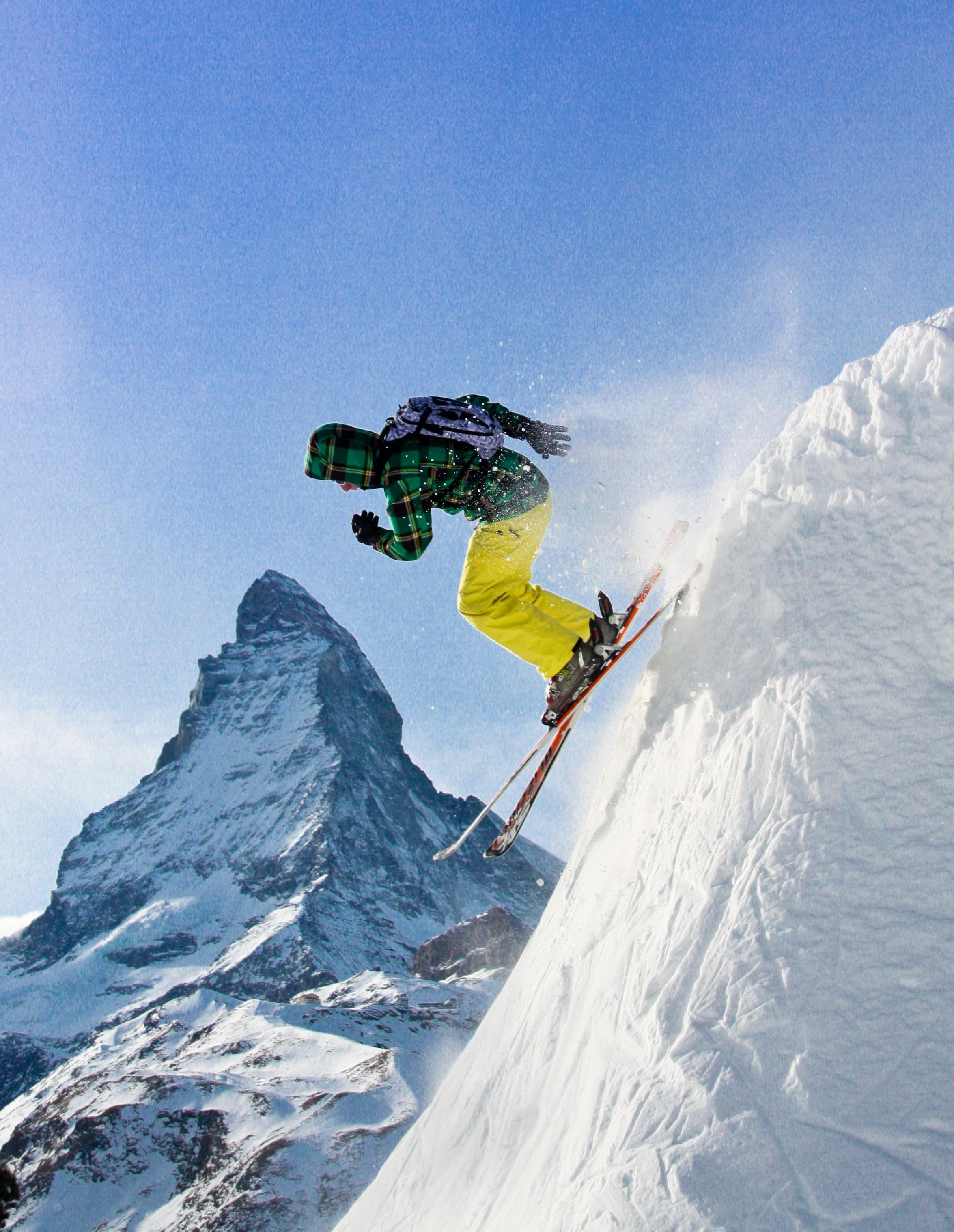
Skidåkning i Zermatt. Det var i Schweiz som vintersport i större skala anses ha börjat utövats

Sport i Schweiz kännetecknas framför allt av vintersport.
Fotboll och ishockey tillhör de populärare sporterna.
Större sportevenemang som hållits i Schweiz har varit olympiska vinterspelen 1928 och 1948 i Sankt Moritz, samt VM  i fotboll 1954 och Europamästerskapet i fotboll för herrar 2008.

## Ishockey
2013 var Nationalliga A Europas mest sedda ishockeyliga, var gällde tillströmmande publik.
I april-maj 2009 spelades världsmästerskapet i Schweiz.  Schweiz herrlandslag tog silver vid världsmästerskapet i ishockey för herrar 2013 i Sverige.

### Fotnoter
1. ↑  Michelin Travel Publications, Switzerland, p. 51, 2000
2. ↑  Sport in Switzerland topendsports.com. Läst 12 maj 2011
3. ↑  http://www.eurohockey.com/article/2438-sc-bern-tops-the-2012-13-european-attendance-ranking-again.html
4. ↑  IIHF World Championships 2009 official website